# Dordżpalamyn Ganchujag
Dordżpalamyn Ganchujag (ur. 26 lipca 1976) – mongolski zapaśnik w stylu wolnym i klasycznym. Brązowy medal w mistrzostwach Azji w 2004. Srebro na igrzyskach wschodniej Azji w 2001. Szósty na igrzyskach azjatyckich w 2002. Trzeci w Pucharze Azji w 2003 roku.